# 现任中国共产党福建省地级行政区委员会书记列表

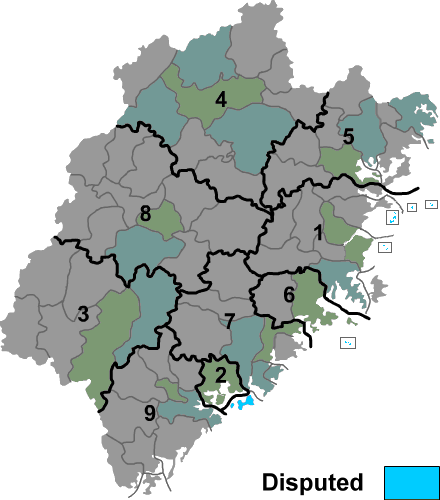
以福建省地級行政區來劃分，
具體請見：「福建省」條目，
「行政區劃」章節

本列表列出中国共产党福建省9個地級行政區委员会的現任书记。該省的1個副省级市、8个地級市的市委书记均由唯一執政黨中國共產黨的黨員出任，是該市政治建制內的实际最高负责人，被称为“一把手”。
现任地级行政区党委书记中，任职时间最长的是中國共產黨莆田市委員會书记付朝陽，自2021年112月12日起担任市委书记，迄今3年5个月；任职时间最短的是中国共产党宁德市委员会书记张永宁，自2025年5月20日起担任市委书记，迄今0个月。

## 副省级市市委书记
| 中共副省级市市委 （历任书记）           | 市委书记 | 上任日期 （任职时间）       | 出生年月            | 是否在 省委兼职 | 信息源 |
| --------------------------------------- | -------- | --------------------------- | ------------------- | --------------- | ------ |
| 中国共产党厦门市委员会 （市委书记列表） | 崔永辉   | 2021年10月30日 （3年6个月） | 1970年11月 （54歲） | 是              | [ 1 ]  |

## 地级市市委书记
| 中共地级市市委 （历任书记）             | 市委书记         | 上任日期 （任职时间）       | 出生年月            | 是否在 省委兼职 | 信息源 |
| --------------------------------------- | ---------------- | --------------------------- | ------------------- | --------------- | ------ |
| 中国共产党福州市委员会 （市委书记列表） | 郭宁宁           | 2024年5月6日 （1年）        | 1970年7月 （54歲）  | 是              | [ 2 ]  |
| 中国共产党莆田市委员会 （市委书记列表） | 付朝阳           | 2021年12月12日 （3年5个月） | 1972年11月 （53歲） |                 | [ 3 ]  |
| 中国共产党三明市委员会 （市委书记列表） | 李春（女，回族） | 2024年11月26日 （5个月）    | 1969年3月 （56歲）  |                 | [ 4 ]  |
| 中国共产党泉州市委员会 （市委书记列表） | 张毅恭           | 2023年1月6日 （2年4个月）   | 1968年10月 （56歲） |                 | [ 5 ]  |
| 中国共产党漳州市委员会 （市委书记列表） | 王进足           | 2023年8月1日 （1年9个月）   | 1967年1月 （58歲）  |                 | [ 6 ]  |
| 中国共产党南平市委员会 （市委书记列表） | 袁超洪           | 2023年2月23日 （2年2个月）  | 1970年6月 （54歲）  |                 | [ 7 ]  |
| 中国共产党龙岩市委员会 （市委书记列表） | 余红胜           | 2022年7月18日 （2年10个月） | 1970年10月 （54歲） |                 | [ 8 ]  |
| 中国共产党宁德市委员会（市委书记列表）  | 张永宁           | 2025年5月20日 （0个月）     | 1967年10月 （57歲） |                 | [ 9 ]  |